# Tania
Tania  è un nome proprio di persona italiano femminile.

## Varianti in altre lingue
- Lingua celtica: Titania[1]
- Croato: Tanja[1]
- Finlandese: Tanja[1]
- Inglese: Tania[1], Tanya[1]
- Russo: Таня (Tanja)[1]
- Portoghese: Tânia[1]
- Serbo: Тања (Tanja)[1]
- Sloveno: Tanja[1]
- Tedesco: Tanja[1]

## Origine e diffusione
Si tratta di un adattamento del nome russo Таня (Tanja), una forma abbreviata di Татьяна (Tat'jana); in inglese, è in uso dagli anni 1970.

## Onomastico
L'onomastico si festeggia in concomitanza con quello del nome Tatiana, da cui deriva, cioè generalmente il 12 gennaio in memoria di santa Taziana, martire a Roma.

## Persone

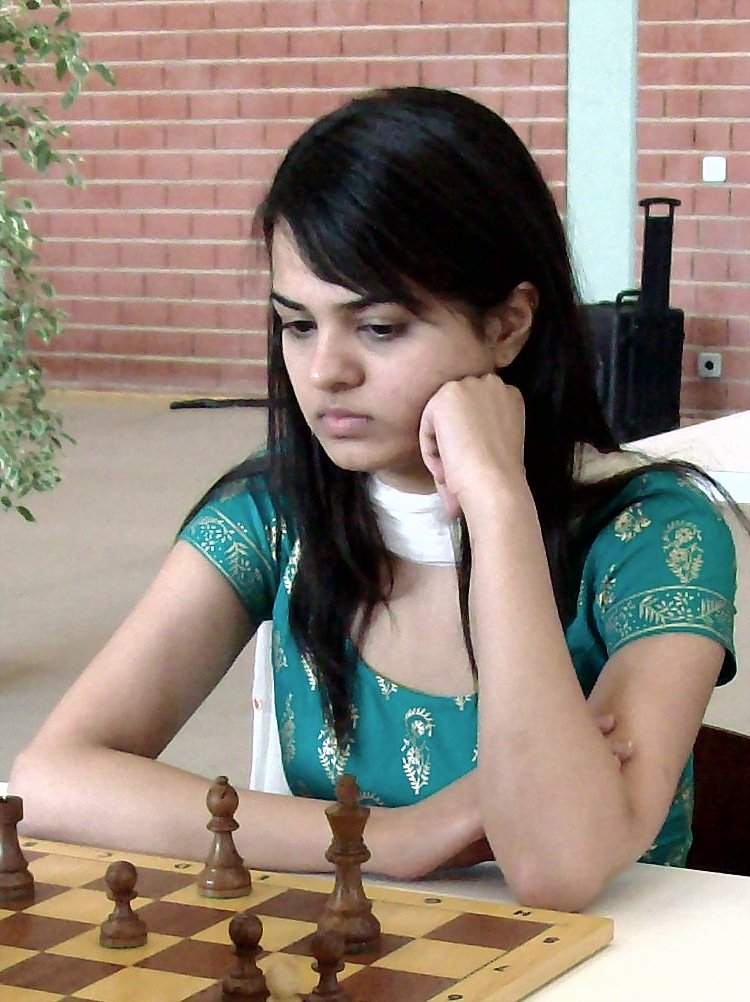
Tania Sachdev

Tania Weber

- Tania la guerrigliera, rivoluzionaria e guerrigliera tedesca naturalizzata argentina
- Tania Belvederesi, ciclista su strada italiana
- Tania Bertan, cestista italiana
- Tania Béryl, attrice tedesca
- Tania Cagnotto, tuffatrice italiana
- Tania Di Mario, pallanuotista italiana
- Tania Evans, cantante britannica
- Tania Ferrazza, cestista e dirigente sportiva italiana
- Tania Hermida, regista e politica ecuadoriana
- Tania Raymonde, attrice statunitense
- Tania Russof, pornoattrice lettone
- Tania Sachdev, scacchista indiana
- Tania Seino, cestista cubana
- Tania Verstak, modella australiana
- Tania Vicenzino, atleta italiana
- Tania Weber, attrice finlandese
- Tania Young, conduttrice televisiva francese
- Tania Zaetta, attrice australiana
- Tania Zamparo, giornalista, conduttrice televisiva e attrice italiana

### Variante Tanya
- Tanya Allen, attrice canadese

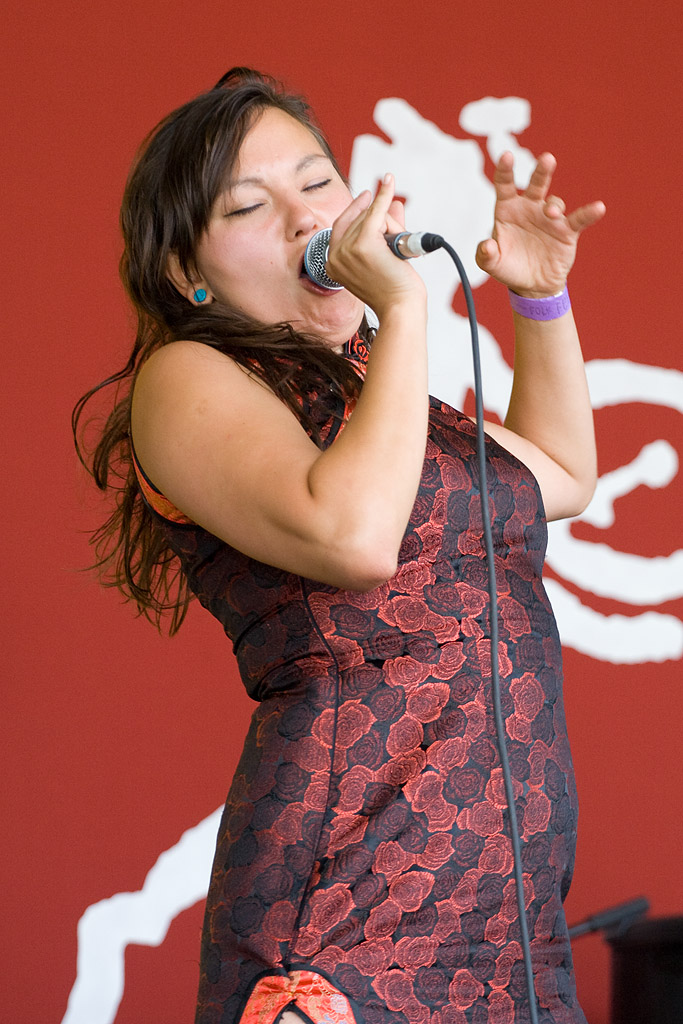
Tanya Tagaq Gillis

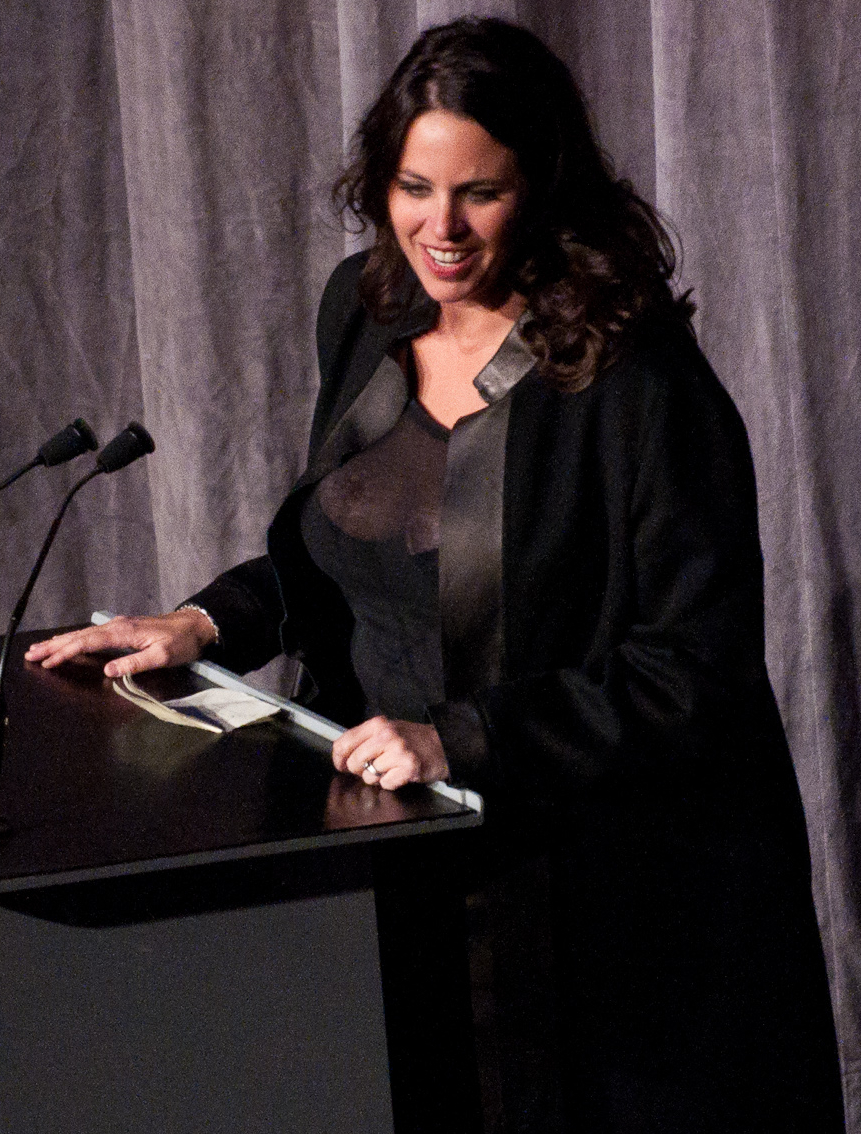
Tanya Wexler

- Tanya Chua, cantante, compositrice e produttrice discografica singaporiana
- Tanya Frei, giocatrice di curling svizzera
- Tanya Haden, artista, violoncellista e cantante statunitense
- Tanya Harford, tennista sudafricana
- Tanya Hubbard, attrice canadese
- Tanya James, pornoattrice statunitense
- Tanya Reichert, attrice canadese
- Tanya Roberts, attrice statunitense
- Tanya Streeter, apneista britannica
- Tanya Tagaq Gillis, cantante canadese
- Tanya Tucker, cantante statunitense
- Tanya Vannini, nuotatrice italiana
- Tanya Wexler, regista statunitense
- Tanya Wilson, modella statunitense
- Tanya Wright, attrice, scrittrice e regista statunitense

### Variante Tanja

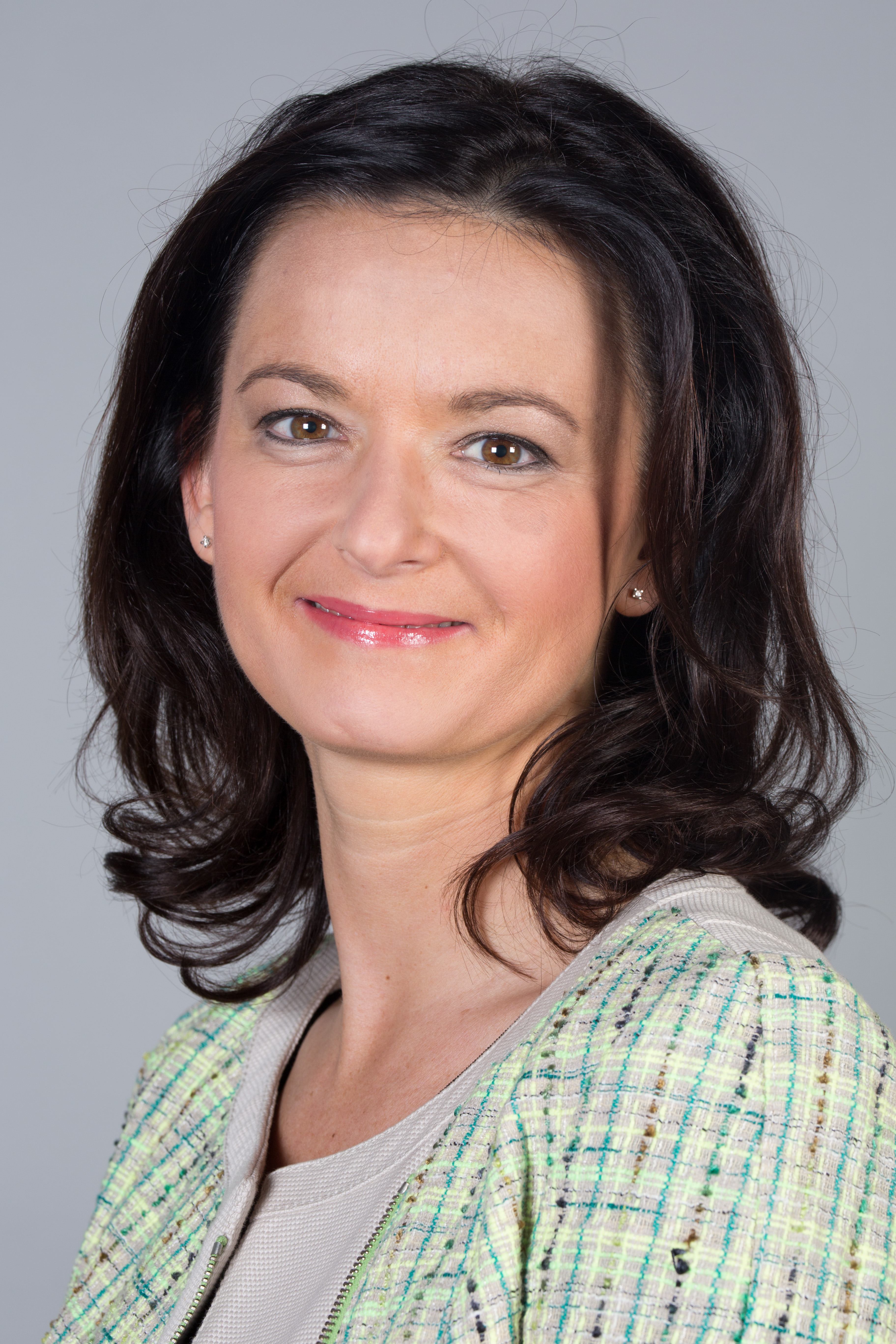
Tanja Fajon

- Tanja Ćirov, cestista serba naturalizzata bulgara
- Tanja Dangalakova, nuotatrice bulgara
- Tanja Dexters, modella belga
- Tanja Dzjahileva, supermodella bielorussa
- Tanja Fajon, politica slovena
- Tanja Nijmeijer, guerrigliera olandese
- Tanja Poutiainen, sciatrice alpina finlandese
- Tanja Romano, pattinatrice artistica a rotelle italiana
- Tanja Schneider, sciatrice alpina austriaca
- Tanja Žakelj, biker slovena

### Altre varianti
- Tânia Alves, attrice, ballerina e cantante brasiliana

## Il nome nelle arti
- Tanya è un personaggio della serie di videogiochi Mortal Kombat.
- Tanya è il nome di una bambola prodotta da Giochi Preziosi.
- Tanja Liebertz è un personaggio della soap opera Tempesta d'amore.
- Tanya è un personaggio della serie di romanzi e film Twilight, creata da Stephenie Meyer.